# Челси (группа)
«Че́лси» — российская поп-группа, образовавшаяся в результате проекта «Фабрика звёзд-6», продюсером которой стал Виктор Дробыш.

## История
Группа «Челси» создавалась во время проекта «Фабрика звёзд-6». Несмотря на то, что будущие участники группы имели разные музыкальные пристрастия, продюсер Виктор Дробыш уже на втором отчётном концерте соединил их вместе. Это была первая номинация Алексея Корзина и первая песня будущей группы — «Чужая невеста». Второй песней группы стала — «Самая любимая», которую ребята исполнили на последней номинации Арсения Бородина.

### Название
Хотя участники группы выступали вместе на отчётных концертах «Фабрики звёзд», название коллектива было придумано не сразу. Поначалу коллектив, за неимением лучшего, называли просто «бойз-бэндом», а на форуме Первого канала был объявлен конкурс на лучшее название для группы. Официальное название группы было объявлено на финальном концерте «Фабрики звёзд-6», 29 июня 2006 года, когда участникам вручили свидетельство на право использования товарного знака «Chelsea» на территории России и стран СНГ. Название «Челси» утвердил Виктор Дробыш.

### Фабрика звёзд. Возвращение
В 2011 году группа приняла участие в проекте «Фабрика звёзд. Возвращение», где соревновались выпускники «Фабрики звезд» разных лет, каждый из которых когда-то начинал свою карьеру в «Звёздном доме». 28 мая 2011 года состоялся финал, в котором группа «Челси» заняла II место, набрав 17 % голосов зрителей, I место заняла Виктория Дайнеко, а III место заняла Ирина Дубцова.

## Состав группы
В составе группы три солиста: Денис Петров, Алексей Корзин и Арсений Бородин.
Это второй состав группы за всю историю, когда Роман Архипов покинул коллектив в 2011 году.
| Период            | Состав        | Состав         | Состав          | Состав          |
| ----------------- | ------------- | -------------- | --------------- | --------------- |
| 2006—2011         | Роман Архипов | Денис Петров   | Алексей Корзин  | Арсений Бородин |
| 2011 — наст.время | Денис Петров  | Алексей Корзин | Арсений Бородин |                 |

## Дискография

### Альбомы
- 2006 — Челси
- 2009 — Точка возврата

## Клипы
- 2006 — «Самая любимая» (режиссёр — В. Мухаметтзянов, оператор — С. Политик).[1]
- 2007 — «Любовь всегда права» (дуэт «Челси» и Филиппа Киркорова) (режиссёр — О. Гусев, оператор — С. Дубровский).[2]
- 2007 — «Я к тебе не подойду» (снят участниками группы «Челси»).[3]
- 2009 — «Почему».[4]